# Karl Friedrich Sommer
Karl Johann Friedrich Sommer (* 6. Dezember 1830 in Lübeck; † 9. Januar 1867 in Bad Schwartau) war ein deutscher Maler der Düsseldorfer Schule.

## Leben
Sommer studierte von 1860 bis 1863 an der Kunstakademie Düsseldorf und war Schüler von Paul Weber. Nach einer Italienreise 1864/65 nach Rom arbeitete er als Genre- und Landschaftsmaler in Lübeck. Einige seiner Werke befanden sich im Lübecker Museum Behnhaus. Der Kunstkritiker Otto Grautoff lobte die Zeichnungen Sommers und rückte ihn die Nähe seines Düsseldorfer Kommilitonen Johann Wilhelm Cordes, bescheinigt seinen Gemälden jedoch eine gewisse Härte und kommt zu dem Schluss:

„Jedenfalls spricht aus seinen Bildern ein ernstes und ehrliches Streben, gesunde Empfindung für Farbenwerte und Natursinn; in glücklichen Momenten hat er mit diesen Gaben wertvolle Kunst geschaffen“